# Fjälltrappmossa
Fjälltrappmossa (Anastrophyllum cavifolium) är en levermossart som först beskrevs av Hans Robert Viktor Buch och Sigfrid Wilhelm Arnell, och fick sitt nu gällande namn av Lammes. Fjälltrappmossa ingår i släktet trappmossor, och familjen Lophoziaceae. Enligt den finländska rödlistan är arten starkt hotad i Finland. Enligt den svenska rödlistan är arten otillräckligt studerad i Sverige. Arten förekommer i Nedre Norrland och Övre Norrland. Artens livsmiljö är våtmarker i fjällen (myrar, stränder, snölegor).